# Kyushu J7W Shinden
Кюсю J7W Синдэн (яп. 震電 — Сотрясающая молния) — японский поршневой, в следующих модификациях турбовинтовой и реактивный истребитель. Был разработан в 1945 году. Не успевшая воплотиться идея ВВС Японии создания скоростного истребителя нового поколения.
Разработан в ОКБ Кюсю Хикоки.
Основное боевое применение — скоростной истребитель-перехватчик.
Истребитель J7W1 оказался единственным японским проектом боевого самолёта конфигурации утка, производство которого планировали во время Второй мировой войны, и ставшим наиболее необычным самолётом, построенным в Японии. Идея такой необычной компоновки принадлежала капитану технического штаба японского флота Цуруно Масаёси. При этом с самого начала подразумевалась замена в дальнейшем поршневого двигателя с толкающим винтом на газотурбинный.

## История создания
Работа над J7W1 началась в июне 1944 года. Первый опытный самолёт был готов через 10 месяцев. Конструкторы «Мицубиси» предложили весьма оригинальное решение. Возможно из-за большого веса радиального 18-цилиндрового двигателя воздушного охлаждения «Мицубиси» MK9D (Ха-43), возможно из каких-то других соображений, самолёт предполагалось строить по двухбалочной схеме с центральной гондолой, в передней части которой располагалась кабина пилота, а в задней двигатель, приводивший во вращение толкающий шестилопастный винт через удлинённый вал. Между двух килей должен был быть помещён единственный стабилизатор горизонтального полёта и руль высоты. Передняя часть гондолы, где располагалась кабина лётчика, предполагала существенное остекление для лучшего обзора вперед. Основные стойки шасси предполагалось разместить в двух фюзеляжных балках, а центральную переднюю стойку в гондоле. Также в центральной гондоле предполагалось разместить и вооружение, состоявшее из одной 30-мм и двух 20-мм пушек. Воздух для охлаждения двигателя поступал через два узких воздухозаборника, расположенных по бокам фюзеляжа.
С самого начала испытаний возникли трудности с охлаждением двигателя на земле, что вместе с непоставками необходимого оборудования задержало первый полёт J7W1 до 3 августа 1945 года, когда его поднял в воздух капитан Цуруно. Всего до капитуляции Японии в трёх вылетах налёт составил 45 минут. Но даже в них возникли проблемы из-за сильного реактивного момента винта и вибрации длинного вала двигателя.

## Летно-технические характеристики

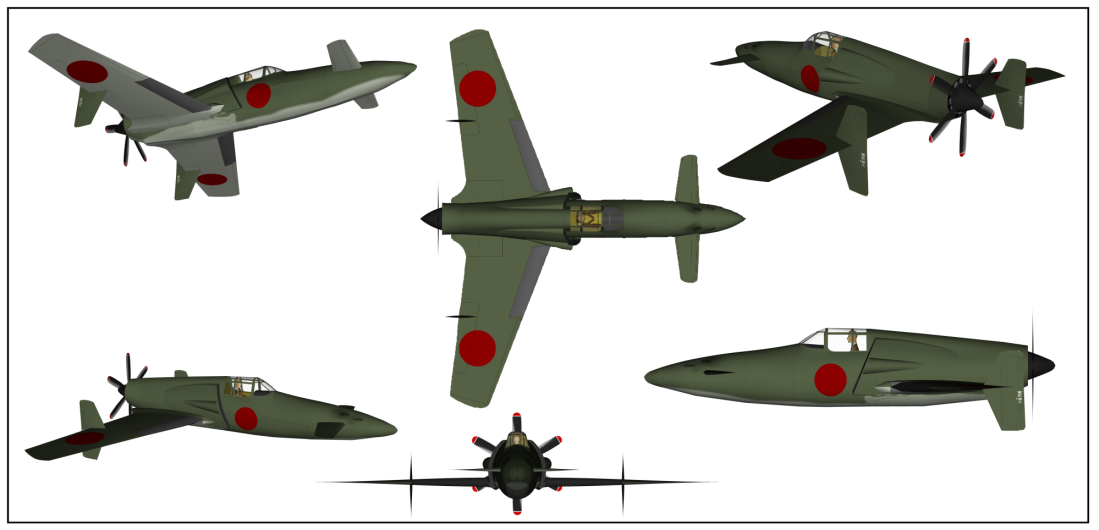
Проекции самолёта.

Приведённые ниже характеристики соответствуют модификации J7W1.
Источник данных: Francillon, 1970.

Технические характеристики
- Экипаж: 1 пилот
- Длина: 9,66 м
- Размах крыла: 11,114 м
- Высота: 3,92 м
- Площадь крыла: 20,5 м²
- Масса пустого: 3645 кг
- Нормальная взлётная масса: 4928 кг
- Максимальная взлётная масса: 5228 кг
- Силовая установка: 1 × 18-цилиндровый воздушного охлаждения Mitsubishi Ha-43 12 (MK9D)
- Мощность двигателей: 1 × 2130 л. с. (1 × 1589 кВт)
- Воздушный винт: 6-лопастной металлический

Лётные характеристики
- Максимальная скорость: 750 км/ч на 8700 м
- Крейсерская скорость: 422 км/ч на 4000 м
- Практическая дальность: 852 км
- Практический потолок: 12000 м
- Время набора высоты: 8000 м за 10 мин 40 с
- Нагрузка на крыло: 240,4 кг/м²
- Тяговооружённость: 319,8 Вт/кг

Вооружение
- Стрелково-пушечное: 4 × 30 мм пушки Тип 5
- Бомбы:  
  - 2 × 60 кг
  - 4 × 30 кг